# Bianka Békefi
Bianka Békefi (* 18. März 1997) ist eine ungarische Tennisspielerin.

## Karriere
Békefi bevorzugt laut Spielerprofil der ITF Hartplätze. Sie gewann auf dem ITF Women’s Circuit bislang einen Einzel- und zwei Doppeltitel.
Ihr erstes Match als Tennisprofi bestritt Békefi im September 2013 in Budapest. Nach ihrem Turniersieg in Győr im Mai 2016 wurde sie erstmals in der Weltrangliste geführt.
Ihr bislang letztes internationale Turnier spielte Békefi im Dezember 2019. Sie wird daher nicht mehr in der Weltrangliste geführt.

## Turniersiege

### Einzel
| Nr. | Datum       | Turnier | Kategorie   | Belag | Finalgegnerin   | Ergebnis      |
| --- | ----------- | ------- | ----------- | ----- | --------------- | ------------- |
| 1.  | 1. Mai 2016 | Győr    | ITF $10.000 | Sand  | Luca Nagymihály | 3:6, 7:5, 6:2 |

### Doppel
| Nr. | Datum            | Turnier             | Kategorie   | Belag     | Partnerin            | Finalgegnerinnen                | Ergebnis |
| --- | ---------------- | ------------------- | ----------- | --------- | -------------------- | ------------------------------- | -------- |
| 1.  | 6. August 2016   | Vinkovci            | ITF $10.000 | Sand      | Szabina Szlavikovics | Tea Faber Ana Savić             | 6:4, 6:4 |
| 2.  | 5. November 2016 | Scharm asch-Schaich | ITF $10.000 | Hartplatz | Szabina Szlavikovics | Sofia Dmitrijewa Anna Pribylowa | 6:4, 6:4 |